# قفله مصور (قارة)

تعديل مصدري - تعديل

قفله مصور هي إحدى قرى عزلة قارة بمديرية قارة التابعة لمحافظة حجة، بلغ تعداد سكانها 1744 نسمة حسب تعداد اليمن لعام 2004.